# ZERO (松本大洋の漫画)
『ZERO』（ゼロ）は、松本大洋による漫画。1990年から1991年まで『ビッグコミックスピリッツ』（小学館）に連載された。単行本は小学館から、全2巻。

## あらすじ
主人公・五島雅は無敗のプロボクサー。余りに強すぎるため興行も最近では勢いがないが、老トレーナーと組んでチャンピオンベルトを守り続けてきた。しかし、最強ゆえにボクサーは皆、このチャンピオンを倒すことを望んでおり、ジムの後輩が移籍してまで五島に挑むも無惨に敗退してしまう。
五島はトラビスという南米のボクサーに興味を抱き、知り合いの新聞記者に現地まで見に行かせる。そして興行主に対戦カードを組ませる。周囲は、五島が自分と同じ匂いのするトラビスにベルトを引き継がせて引退するのではないかと勘ぐる。実際、トラビスは五島と闘うことにより、ボクサーとして成長するが、真価を発揮した五島に潰されてしまう。

## その他
第21話「危局」の扉絵では、RCサクセション『ステップ!』の歌詞を印象的に引用している。自分と同じボクシングの異能者との一戦を「ダンス」になぞらえた主人公の発言を踏まえると（第9話「饗宴」第12話「開戦」第13話「望郷」第15話「同調」第16話「崩落」）二人の狂気と矜持がぶつかりあう、クライマックスの死闘に相応しい挿入曲といえる。